# Pherusa tumbensis
Pherusa tumbensis är en ringmaskart som beskrevs av Hartmann-Schröder 1962. Pherusa tumbensis ingår i släktet Pherusa och familjen Flabelligeridae. Inga underarter finns listade i Catalogue of Life.